# Cañada de Calatrava
Cañada de Calatrava és un municipi de la província de Ciudad Real a la comunitat autònoma de Castella-La Manxa. Limita a l'est amb Ciudad Real i Villar del Pozo, al Sud amb Argamasilla de Calatrava i a l'oest amb Caracuel de Calatrava i Corral de Calatrava.

## Demografia
| 1991 | 1996 | 2001 | 2004 |
| ---- | ---- | ---- | ---- |
| 101  | 88   | 78   | 103  |